# Brevipronotum neli
Brevipronotum neli (лат.) — ископаемый вид клопов, единственный в составе рода †Brevipronotum (Cydnidae, Heteroptera). Бирманский янтарь (Мьянма).

## Описание
Вид был впервые описан в 2023 году и назван в честь французского палеоэнтомолога Андрэ Неля. Вид был назван по сочетанию латинсих слов brevis (укороченный) и pronotum (пронотум, переднеспинка) — за укороченный и расширенный вид пронотума. Описываемый типовой материал был приобретён легально до 2015 года и происходит из долины Хукавнг в штате Качин на севере Мьянмы, недалеко от деревни Танай (26°21′33.41″ с. ш., 96°43′11.88″ в. д.). Кусочек янтаря, содержащий включение, вырезали, придали ему форму и отполировали, после чего поместили между двумя покровными пластинами в среду с канадским бальзамом. Таксон включён в состав подсемейства Amnestinae из семейства Cydnidae. От всех представителей Amnestinae новый род можно отличить по широкому пронотуму. Новый род может быть отнесён к семейству Cydnidae на основании следующих признаков: (1) наличие хэтотаксии головы, (2) щетинки на голенях и (3) края переднеспинки и боковые края надкрылий с волосовидными щетинками. Род включили в Amnestinae благодаря наличию комиссуры булавы, которая является диагностическим признаком этого подсемейства клопов. Это восьмой вид, принадлежащий к семейству Cydnidae из бирманского янтаря.